# Шортен, Билл
Уи́льям Ри́чард Шо́ртен (англ. William Richard Shorten), более известен как Билл Шо́ртен (англ. Bill Shorten; род. 12 мая 1967, Мельбурн, Австралия) — австралийский политик, председатель Лейбористской партии (2013—2019).

## Биография
В 1992 году окончил мельбурнский университет Монаша со степенями бакалавра искусств и бакалавра права, а позднее получил степень магистра по бизнесу в Мельбурнском университете.
С 1997 по 2006 год возглавлял отделение одного из крупнейших профобъединений — Австралийского рабочего союза — в штате Виктория, а с 2001 по 2007 год руководил всем профобъединением (в 2015 году разразился громкий скандал, связанный с обвинениями в сговоре между профсоюзами и предпринимателями в этот период: в частности, строительная корпорация Theis-John Holland якобы заплатила АРС 300 тыс. долларов в обмен на ухудшение условий трудового найма для своих рабочих, сэкономив около 100 млн долларов).

### Политическая карьера
По итогам успешных для лейбористов парламентских выборов 2007 года избран в Палату представителей от округа Мэрибернонг в штате Виктория, победив с результатом 57,6 % (его основного соперника, кандидата от Либеральной партии Иана Сойлемеца поддержали только 30 % избирателей).
По мнению наблюдателей, Шортен в той или иной форме участвовал во внутрипартийных интригах, связанных со сменой лидера лейбористов в 2010 году, когда Джулия Гиллард бросила вызов Кевину Радду и стала 24 июня 2010 года первой в истории Австралии женщиной на посту премьер-министра, а также с обратной «ротацией» тех же политиков в 2013 году.
14 сентября 2010 года Шортен получил должность помощника министра финансов, а также министра финансовых служб и пенсионного страхования при формировании второго правительства Гиллард.
14 декабря 2011 года обменял должность помощника министра финансов на портфель министра трудовых отношений.
1 июля 2013 года, через четыре дня после ухода Гиллард с поста премьер-министра и возвращения на него Кевина Радда, Дэвид Брэдбери сменил в кресле министра финансовых служб и пенсионного страхования Шортена, а тот получил взамен портфель министра образования.
7 сентября 2013 года лейбористы проиграли парламентские выборы, вследствие чего второе правительство Радда ушло в отставку, и к 18 сентября было сформировано коалиционное правительство Эбботта.

### Лидер оппозиции

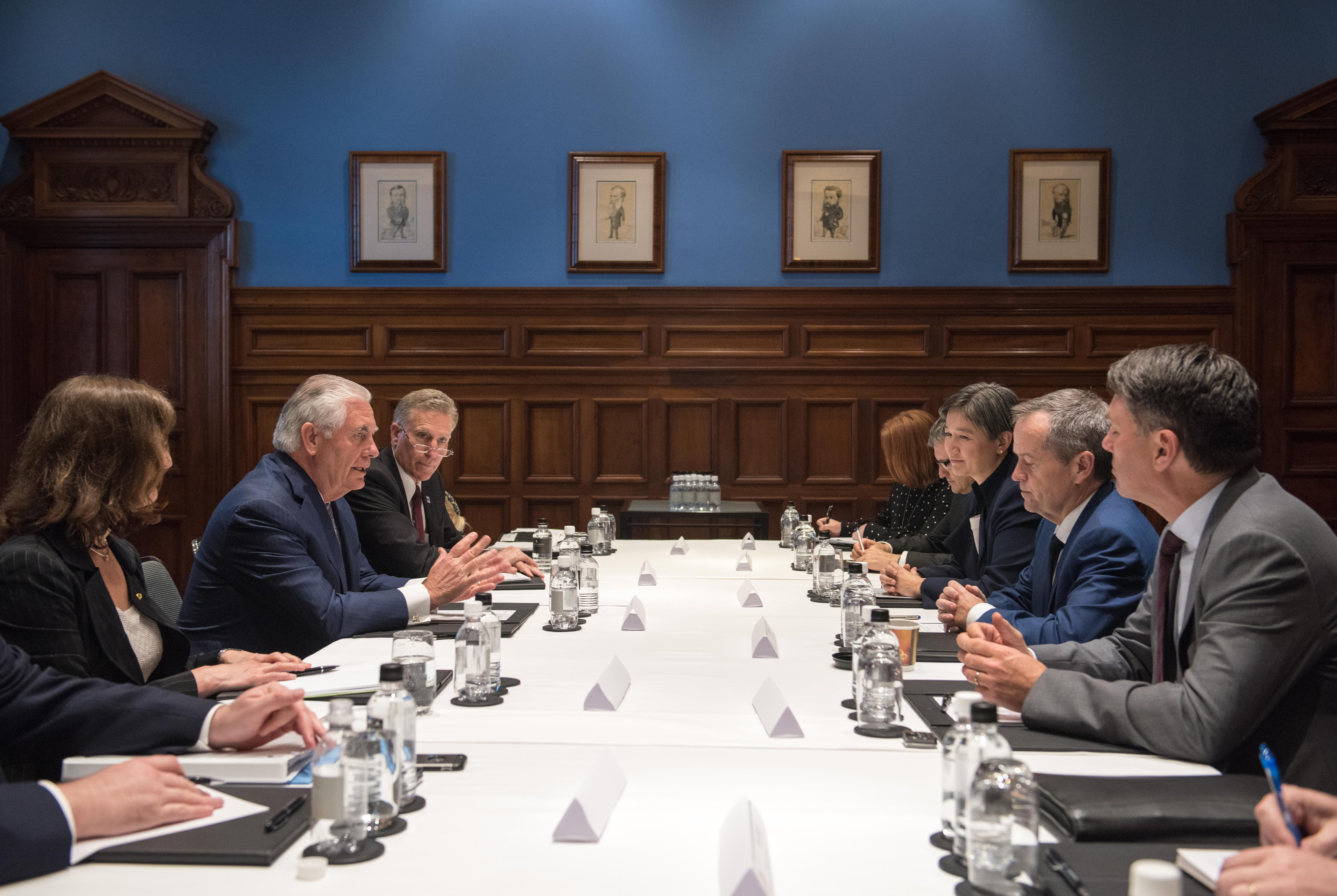
Шортен и члены его теневого кабинета на переговорах с американской делегацией во главе с Рексом Тиллерсоном в Сиднее (5 июня 2017).

Радд ушёл в отставку с поста лидера партии, и 13 октября 2013 года состоялись выборы нового лидера лейбористов, которые впервые проводились по «сдвоенной» схеме, с учётом раздельного голосования рядовых членов партии и парламентариев. Соперником Шортена стал представитель левого крыла партии Энтони Албаниз, которого поддержали 60 % простых избирателей, но победителем из борьбы вышел Шортен, которому успех у парламентариев (63,95 %) обеспечил общий результат 52,02 %.
18 октября Шортен в качестве лидера оппозиции сформировал свой теневой кабинет, приняв на себя функции теневого министра малого бизнеса и науки.
Парламентские выборы 2 июля 2016 года принесли Лейбористской партии относительный успех: она увеличила своё представительство в нижней палате на 14 депутатских мандатов (всего — 69), но правящая коалиция либералов и националистов, потерявшая голоса, всё же сохранила за собой минимальное большинство — 76 мест из 150.
В 2017 году Шортен оказался одним из «обвиняемых» в ходе разразившегося в Австралии политического кризиса после выявления большого количества парламентариев, обладающих двойным гражданством. Поскольку отец Шортена родился в Великобритании, политик был вынужден доказывать, что в 2006 году, готовясь к своим первым парламентским выборам, он официально отказался от своих прав на британское гражданство.
18 мая 2019 года состоялись парламентские выборы, итоги которых были восприняты как неожиданные. Хотя социологические опросы предрекали победу лейбористам, они, как и правящая коалиция, потеряли несколько депутатских мест, оставшись в меньшинстве. Шортен признал поражение и сообщил о намерении уйти в отставку с поста лидера партии.
30 мая 2019 года в результате безальтернативного голосования новым лидером лейбористов избран Энтони Албаниз.

## Личная жизнь
Шортен был женат на Джулиан Бил, но в 2009 году, ещё не расторгнув брака с ней, официально признал наличие связи с Хлоей Брайс, дочерью Квентин Брайс, занимавшей в то время пост генерал-губернатора Австралии.